# 美里牙漢魚
美里牙漢魚，為輻鰭魚綱銀漢魚目擬銀漢魚科的其中一種，分布於南美洲巴西南大河州Mirimy Dos Patos湖淡水流域，為溫帶淡水魚，棲息在底中層水域，生活習性不明。